# مامادو كوليبالي (لاعب كرة قدم، مواليد 1985)
مامادو كوليبالي (27 يوليو 1985 - ) هو لاعب كرة قدم مالي.

## الإنجازات

### الملعب المالي
- الدوري المالي (8): 2006، 2007، 2010، 2014، 2015، 2020، 2021.
- كأس مالي (5): 2006، 2007، 2015، 2018، 2021

### الهلال
- الدوري السوداني الممتاز (1): 2014.

## وصلات خارجية
- مامادو كوليبالي (لاعب كرة قدم، مواليد 1985) على موقع قاعدة بيانات كرة القدم.إي يو (الإنجليزية)
- مامادو كوليبالي (لاعب كرة قدم، مواليد 1985) على موقع ناشيونال فوتبول تيمز (الإنجليزية)
- مامادو كوليبالي (لاعب كرة قدم، مواليد 1985) على موقع Soccerway.com (الإنجليزية)